# وزارة أنور السادات الثانية
وزارة الرئيس محمد أنور السادات الثانية هي الوزارة الرابعة والتسعون في تاريخ مصر وتشكلت في 25 أبريل 1974.:86:87

## أعضاء الحكومة
| الوزارة                                              | الوزير                    |
| ---------------------------------------------------- | ------------------------- |
| رئيس مجلس الوزراء                                    | محمد أنور السادات         |
| نائب أول لرئيس مجلس الوزراء                          | عبد العزيز حجازي          |
| نائب رئيس مجلس الوزراء ووزيراً للحربية                | أحمد إسماعيل              |
| نائب رئيس مجلس الوزراء ووزيراً للداخلية               | ممدوح سالم                |
| نائب رئيس مجلس الوزراء للشئون الدينية ووزيراً للأوقاف | عبد العزيز كامل           |
| الإنتاج الحربي                                       | أحمد كامل البدري          |
| الخارجية                                             | إسماعيل فهمي              |
| المالية                                              | محمد عبد الفتاح إبراهيم   |
| النقل والمواصلات                                     | محمود رياض                |
| الكهرباء                                             | أحمد سلطان                |
| التعليم العالي والبحث العلمي                         | إسماعيل غانم              |
| السياحة والطيران المدني                              | إبراهيم نجيب إبراهيم      |
| الشئون الاجتماعية                                    | عائشة راتب                |
| التخطيط                                              | إسماعيل صبري عبد الله     |
| الصحة                                                | محمود حافظ                |
| القوى العاملة                                        | صلاح الدين غريب           |
| الإعلام                                              | أحمد كمال أبو المجد       |
| الثقافة                                              | يوسف السباعي              |
| الزراعة واستصلاح الأراضي                             | محمد محب محمد زكي         |
| البترول                                              | أحمد عز الدين هلال        |
| الصناعة والتعدين                                     | إبراهيم سالم محمدين       |
| التأمينات                                            | حسن أحمد الشريف           |
| شئون الأزهر                                          | عبد العزيز محمد عيسى      |
| النقل البحري                                         | عبد المعطي أحمد العربي    |
| الإسكان والتعمير                                     | عثمان أحمد عثمان          |
| العدل                                                | مصطفى أبو زيد فهمي        |
| الري                                                 | أحمد علي كمال             |
| التموين والتجارة الداخلية                            | محمد الهادي المغربي       |
| التجارة الخارجية                                     | فتحي أحمد المتبولي        |
| التربية والتعليم                                     | مصطفى كمال حلمي           |
| الدولة لشئون السودان                                 | عثمان عدلي بدران          |
| الدولة للحكم المحلي والتنظيمات الشعبية               | أحمد فؤاد محيي الدين      |
| الدولة لشئون رئاسة الجمهورية                         | عبد الفتاح عبد الله محمود |
| الدولة لشئون مجلس الشعب                              | ألبرت برسوم سلامة         |
| الدولة لشئون مجلس الوزراء                            | يحيى الجمل                |

## تعديلات
- في 30 مايو 1974 عين محمد سميح أنور وزير دولة للشئون الخارجية.
- في 26 أغسطس 1974 صدر قرار بتولي يحيى الجمل شئون التنمية الإدارية بالإضافة إلى عمله.